# Condado de Spotsylvania
O Condado de Spotsylvania é um dos 95 condados do estado americano de Virgínia. A sede do condado é Spotsylvania Courthouse, e sua maior cidade é Spotsylvania. O condado possui uma área de 1 068 km² (dos quais 30 km² estão cobertos por água), uma população de 90 395 habitantes, e uma densidade populacional de 87 hab/km² (segundo o censo nacional de 2000). O condado foi fundado em 1721.